# Eve Libertine
Eve Libertine, pseudonimo di Bronwyn Lloyd Jones (Liverpool, 1949), è una cantante inglese, conosciuta per essere stata la voce femminile della band anarcho punk Crass.

## Biografia
È stata una delle vocalist della band anarco-punk britannica Crass. I suoi lavori con la band includono il singolo "Reality Asylum", così come la maggior parte delle parti vocali del terzo album del gruppo, Penis Envy (1981), i cui testi hanno un pesante contenuto anarco-femminista. Dopo lo scioglimento dei Crass nel 1984, Libertine ha lavorato con suo figlio Nemo Jones, chitarrista. Si è formata come cantante classica e si è esibita come parte dei Crass Agenda (ribattezzati Last Amendment dal 2005) e con Penny Rimbaud, Matt Black, Christine Tobin, Julian Siegel, Ingrid Laubrock, Nabil Shaban e Kate Shortt.
Libertine ha tenuto la sua prima mostra d'arte, intitolata Head On, alla 96 Gillespie Gallery di Finsbury Park, Londra, nel settembre 2005. Ha disegnato le copertine degli album per Christine Tobin e Partisans. Bracketpress ha rilasciato un set di carte in edizione limitata con le sue opere d'arte per raccogliere fondi per Butterfield Green Community Orchard nel nord di Londra.
Nel giugno 2010 Listen, Little Man! ha debuttato a Bruxelles. Attingendo agli scritti e alle ricerche di Wilhelm Reich, è una performance semi-improvvisata per generatori di voce e segnali con una partitura grafica a scorrimento e retroproiettata. Il 19 novembre 2011 ha fatto un'apparizione come ospite al compagno di band Crass Steve Ignorant "The Last Supper" dove sono stati raggiunti sul palco da Penny Rimbaud.